# Береги (заповідне урочище)
Береги́ — заповідне урочище в Українських Карпатах, у масиві Ґорґани. Розташоване у Калуському районі Івано-Франківської області. 
Площа 2,8 га. Статус надано 1995 року. Перебуває у віданні ДП «Осмолодське лісове господарство» (Гриньківське л-во, кв. 18, вид. 4). 
Створене з метою захисту великої популяції арніки гірської, а також інших рослин, що занесені до Червоної книги України: любки дволистої, тирлича ваточникового. 
Урочище становить собою післялісову луку з характерною рослинністю гірського масиву Ґорґан, а саме: біловус стиснутий, костриця червона, конюшина лучна, волошка лучна, волошка скабіозовидна, сугайник карпатський, королиця круглолиста, ожина багатоквіткова, астранція велика, подорожник ланцетолистий тощо.

## Історія
За рекомендацією науковців природоохоронна територія мала б мати статус ботанічного заказника місцевого значення. 

## Догляд

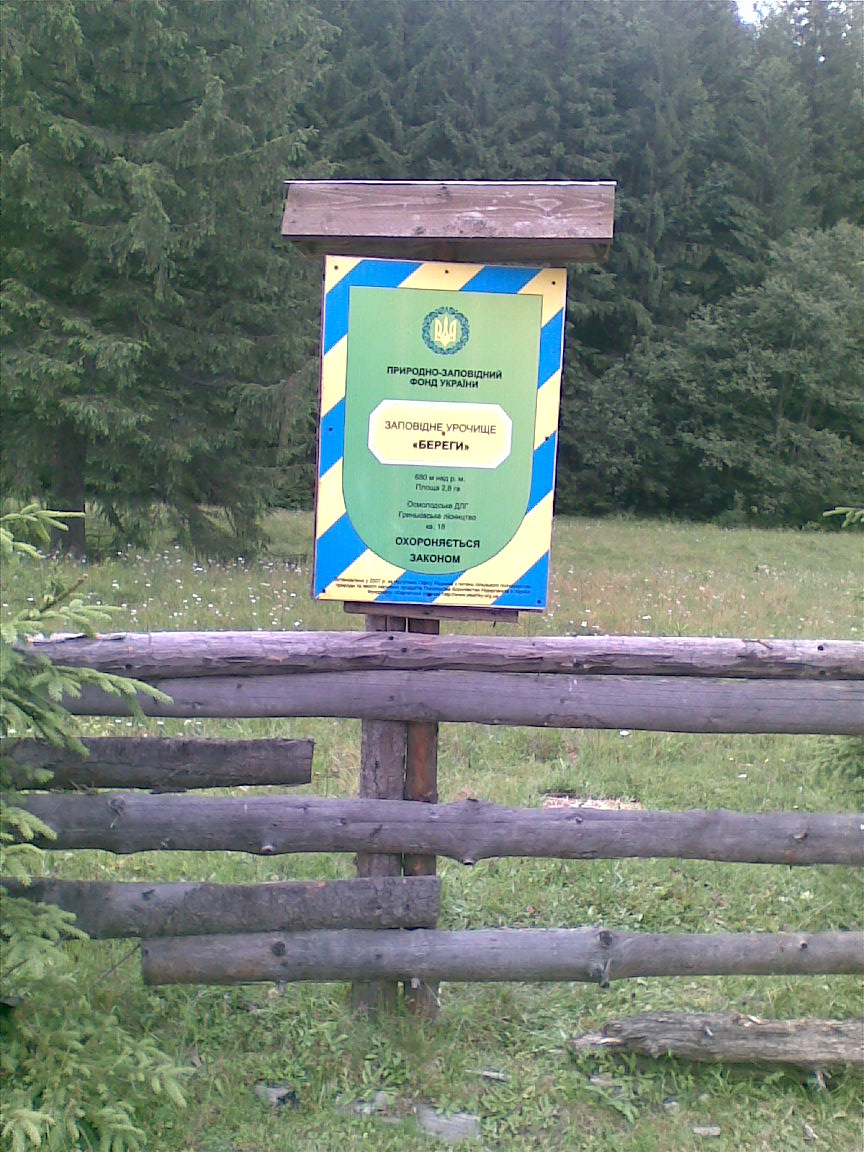
Охоронний знак

Охоронні знаки встановлено Громадською організацією «Карпатські стежки» в 2007 році за сприяння Посольства Королівства Нідерландів в Україні. До того на його місці стояв охоронний знак з неправильною назвою — урочище «Арніка», встановлений Осмолодським лісовим господарством.